# Athalia ancilla
Athalia ancilla är en stekelart som beskrevs av Audinet-serville 1823. Athalia ancilla ingår i släktet Athalia, och familjen bladsteklar. Enligt den finländska rödlistan är arten nära hotad i Finland. Arten är reproducerande i Sverige. Artens livsmiljö är ruderatmarker, vägrenar och banvallar.